# Eupatridi
Eupatridi (грч. Εὐπατρίδαι, u prevodu „dobro poreklo“, „potomak plemenitih očeva“ ili „dobro rođeni“) su drevna rodovska aristokratija iz područja grčkog regiona Atike.
Arhajski period stare Grčke (VIII vek p.n.e. do 480. p.n.e.) odlikuje kolonizacija, naseljavanje i formiranje gradova-država (polisa), u kojima vlast pripada isključivo pripadnicima određenih klanova ili jedne klase. U polisu Atina svetovna i religijska vlast u to vreme pripada društvenom sloju eupatrida, koji se smatraju potomcima autohtonih kraljeva i heroja iz ranijeg perioda. Živeli su u samoj Atini ili na svojim velikim zemljišnim posedima u plodnoj ravnici oko grada. Pored eupatrida, prema tradicionalnoj podeli koja se pripisuje Tezej, javljaju se još dve klase, Geomori i Demiurgi, čiji sastav i kriterijum podele nisu potpuno jasni, ali su nesumnjivo inferiorne klase koje ne obavljaju nikakve javne dužnosti i čine Atinski demos.
Eupatridi su na vrhuncu moći u vreme postepenog ograničavanja monarhije tokom VIII veka p.n.e., kada drže glavnu vojnu funkciju, polemarh, i naročito arhont, čelnika svetovne vlasti. Monopol eupatrida na sve ključne javne funkcije se postepeno umanjuje, a značajno je narušen zakonodavnom reformom arhonta Solona (izabran 594. p.n.e.), koji je otvorio vrata vlasti i za predstavnike demosa. Trend erozije društvenog položaja eupratrida je potom nastavljen, da bi do sredine VI veka p.n.e. gotovo potpuno prestao politički značaj stanovnika Atine po osnovu porekla.